# Rotwelsch
Het Rotwelsch is een Duitse geheimtaal die in de Middeleeuwen door reizenden werd gesproken. Tegenwoordig zijn veel Rotwelsche woorden gemeenzaam geworden.
De enigen die tegenwoordig nog Rotwelsch spreken, zijn de Jenische woonwagenbewoners in Zwitserland, de Elzas en Zwaben.
De taal is een mengelmoes van Jiddisch, Duits en Romani. Rotwelsch kan gezien worden als anti-taal.